# Apologie de crime contre l'humanité
En France, l'apologie de crime contre l'humanité est un concept juridique et un délit pénal reposant sur la promotion et la justification de crimes contre l'humanité.

## Définition
L'apologie de crime de guerre et de crime contre l'humanité sont des délits distincts mais tous deux interdits par l'article 24, alinéa 5, de la loi du 29 juillet 1881 : 

« Seront punis de la même peine [cinq ans d'emprisonnement et de 45 000 euros d'amende] ceux qui... auront fait l'apologie des crimes visés au premier alinéa, des crimes de guerre, des crimes contre l'humanité, des crimes de réduction en esclavage ou d'exploitation d'une personne réduite en esclavage ou des crimes et délits de collaboration avec l'ennemi, y compris si ces crimes n'ont pas donné lieu à la condamnation de leurs auteurs,. »

La définition d'une « apologie » n'est pas précisée. Il peut s'agir de la volonté de justifier un crime, ce qui ne se confond pas avec l'éloge ni avec la provocation (incitation) à commettre ce crime : « il suffit que de tels propos, une fois projetés dans l'avenir, incitent à porter un jugement favorable sur des crimes de cette nature ». En 2015, le Conseil constitutionnel définit une apologie comme le fait de « décrire, présenter ou commenter une infraction en invitant à porter, sur elle, un jugement moral favorable ». La cour d'appel de Paris indique que l'apologie consiste à présenter un crime contre l'humanité « sous un jour favorable, comme une action légitime dont on doit souhaiter l'achèvement ». L'apologie se caractérise par des propos constituant « une justification des crimes contre l'humanité commis contre des personnes en raison de leur appartenance à une communauté raciale ou religieuse mais également de ceux commis contre les opposants à cette politique d'extermination systématique » ; cette définition est acceptée par la Cour de cassation en 2018. En 2021, le site du gouvernement fournit la définition suivante : « des propos [qui] promeuvent ou justifient un crime contre l’humanité ».

## État du droit dans d'autres pays

### Canada
Il n'existe aucune infraction expressément intitulée apologie de crime contre l'humanité dans le Code criminel canadien. Le législateur n'a prévu aucune infraction d'apologie de quoi que ce soit lorsque les faits n'ont rien à voir avec l'encouragement ou l'incitation à commettre une infraction. Une personne qui ne fait qu'exprimer un simple soutien moral à une personne qui a déjà commis une infraction et qui ne lui fournit aucune aide ou encouragement n'est pas reconnue comme une participante à une infraction. L'interdiction de l'apologie du terrorisme n'a pas une portée aussi large qu'en France car elle se limite au « fait de préconiser ou de fomenter la perpétration d'infractions de terrorisme », afin de ne pas limiter excessivement la liberté d'expression.  
Il existe par contre des infractions connexes de conseiller une infraction qui n’est pas commise, par ex. l'incitation au meurtre (art. 464 a) C.cr.), d'incitation au génocide (art. 318 C.cr.)  et d'incitation publique à la haine (art. 319 (1) C.cr.). Ces infractions ont notamment été examinées par la Cour suprême du Canada dans l'arrêt Mugesera c. Canada (Ministre de la Citoyenneté et de l'Immigration), concernant le renvoi d'un immigrant rwandais qui avait incité les Rwandais au génocide en 1992 avant son arrivée au Canada.

### Documentation
- Jacques Francillon, « Apologie de crimes contre l'humanité. Absence de portée normative de la loi "Taubira" du 21 mai 2001 », Revue de science criminelle et de droit pénal comparé,‎ 2013 (lire en ligne).